# Marc Bernaus
Marc Bernaus Cano (Andorra la Vella, 2 februari 1977) is een voetballer uit Andorra. Hij speelt sinds 2007 als verdediger bij Girona FC in de Segunda División A.

## Clubvoetbal
Bernaus zat lange tijd in de cantera (jeugdopleiding) van FC Barcelona en hij gold als een groot talent. In 1996 won de middenvelder samen met onder meer Carles Puyol en Gerard López met Juvenil A, het hoogste jeugdelftal van de club, de Copa del Rey Juvenil ten koste van Real Madrid (4-2). Bernaus debuteerde in het seizoen 1996/1997 onder trainer Bobby Robson in het eerste elftal van FC Barcelona in het duel om de Copa de Catalunya tegen CE Europa. Uiteindelijk kon Bernaus het mede door blessures niet echt waar maken bij FC Barcelona en na enkele jaren in Barça B vertrok hij naar CD Toledo. Via Terrassa CF, Gimnàstic de Tarragona, CD Las Palmas en Getafe CF kwam de verdedigende middenvelder in 2004 bij Elche CF terecht. Bij deze club speelde Bernaus drie seizoenen, waarna hij naar Polideportivo Ejido vertrok. Sinds 2008 staat hij onder contract bij Girona FC.
| seizoen | club                | land    | competitie         | wed. | goals |
| ------- | ------------------- | ------- | ------------------ | ---- | ----- |
| 1999/00 | CD Toledo           | Spanje  | Segunda División A | 9    | 0     |
| 1999/00 | Terrassa FC         | Spanje  |                    | 0    | 0     |
| 2000/01 | Gimnàstic           | Spanje  | Segunda División B |      |       |
| 2001/02 | Gimnàstic           | Spanje  | Segunda División A |      |       |
| 2002/03 | UD Las Palmas       | Spanje  | Segunda División A | 27   | 0     |
| 2003/04 | Getafe CF           | Spanje  | Segunda División A | 33   | 2     |
| 2004/05 | Elche CF            | Spanje  | Segunda División A |      |       |
| 2005/06 | Elche CF            | Spanje  | Segunda División A |      |       |
| 2006/07 | Elche CF            | Spanje  | Segunda División A |      |       |
| 2007/08 | Polideportivo Ejido | Spanje  | Segunda División A | 0    | 0     |
|         | totaal:             | totaal: | totaal:            | 69   | 2     |

## Nationaal elftal
Bernaus kwam uit voor enkele Spaanse jeugdelftallen, voordat hij definitief koos voor Andorra. Bernaus bezorgde in oktober 2004 Andorra met een doelpunt een 1-0-overwinning in het WK-kwalificatieduel met Macedonië. Het betekende voor Andorra, dat sinds 1996 deelneemt aan de kwalificaties voor WK's en EK's, een historische zege aangezien het de eerste wedstrijd was die in een kwalificatie was gewonnen. Eerder had het dwergstaatje wel drie oefenduels gewonnen, van Albanië, Azerbeidzjan en Wit-Rusland.